# Carlos Matamoros Franco
Carlos Matamoros Franco (17 de diciembre de 1966) es un ajedrecista ecuatoriano, distinguido con el título de Gran Maestro (GM) en 2002. También se destacó al obtener la medalla de oro en la Olimpiada de Ajedrez individual en 1982 y la medalla de plata en 1986.

## Biografía
En 1981, Carlos Matamoros Franco ganó la medalla de bronce en el Campeonato Mundial Juvenil de Ajedrez en la categoría U16. En 1986, participó en el Campeonato Mundial Juvenil de Ajedrez. En 2005, formó parte de la Copa Mundial de Ajedrez, pero fue eliminado en la primera ronda por Victor Bologan.
Aunque Ingeniero Civil de profesión y ser el primero de su promoción, Carlos Matamoros Franco se ha entregado al sueño de dedicar su vida al ajedrez ganando numerosos torneos internacionales de este juego. Compartió el segundo lugar en el Memorial Capablanca de 1997. Además, ha ganado en cuatro ocasiones el torneo internacional de ajedrez Malaga Open (2001, 2005, 2007, 2010). Se consagró campeón del torneo internacional de ajedrez de Sevilla dos veces consecutivas en 2002 y 2003. En 2008, junto con Martha Fierro, ganó la medalla de oro en los World Mind Sports Games en la categoría Mixed Pairs Blitz.
Carlos Matamoros Franco ha representado a Ecuador en múltiples ediciones de la Olimpiada de Ajedrez:
- En 1982, en la 25.ª Olimpiada de Ajedrez en Lucerna (+6, =2, -1) y ganó la medalla de oro individual.
- En 1986, como tercer reserva en la 27.ª Olimpiada de Ajedrez en Dubái (+8, =3, -2) y ganó la medalla de plata individual.
- En 1994, como primer tablero en la 31.ª Olimpiada de Ajedrez en Moscú (+6, =3, -3).
- En 2000, como primer tablero en la 34.ª Olimpiada de Ajedrez en Estambul (+6, =4, -4).
- En 2002, como primer tablero en la 35.ª Olimpiada de Ajedrez en Bled (+1, =11, -2).
- En 2004, como primer tablero en la 36.ª Olimpiada de Ajedrez en Calviá (+5, =7, -0).
- En 2006, como primer tablero en la 37.ª Olimpiada de Ajedrez en Turín (+2, =8, -0).
- En 2008, como primer tablero en la 38.ª Olimpiada de Ajedrez en Dresde (+5, =5, -1).
- En 2010, como primer tablero en la 39.ª Olimpiada de Ajedrez en Khanty-Mansiysk (+2, =3, -4).
- En 2012, como primer tablero en la 40.ª Olimpiada de Ajedrez en Estambul (+5, =4, -1).
- En 2014, como primer tablero en la 41.ª Olimpiada de Ajedrez en Tromsø (+3, =4, -2).
- En 2016, como primer tablero en la 42.ª Olimpiada de Ajedrez en Bakú (+6, =0, -3).
- En 2018, como primer tablero en la 43.ª Olimpiada de Ajedrez en Batumi (+4, =4, -1).

Carlos Matamoros Franco representó a Ecuador en el Campeonato Panamericano de Ajedrez por Equipos en Río de Janeiro en 2003 (+2, =0, -1), obteniendo la medalla de bronce por equipos y la medalla de oro individual.
También participó en el Campeonato Mundial de Ajedrez por Equipos Sub-26 en 1985, en el que representó a Ecuador en el primer tablero, obteniendo un excelente desempeño con (+5, =4, -0).
En 1987, Carlos Matamoros Franco fue galardonado con el título de Maestro Internacional (MI) de la FIDE, y en 2002, recibió el título de Gran Maestro (GM). Fue el primer ajedrecista ecuatoriano en alcanzar la distinción de Gran Maestro.